# Krtely
Krtely (dříve též Krtly) jsou vesnice, část obce Malovice v okrese Prachatice v Jihočeském kraji. Nachází se asi čtyři kilometry západně od Malovic. Je zde evidováno 80 adres. V roce 2011 zde trvale žilo 122 obyvatel.
Krtely jsou také název katastrálního území o rozloze 7,25 km².

## Historie
První písemná zmínka o vesnici pochází z roku 1300.

## Obyvatelstvo
| Rok            | 1869 | 1880 | 1890 | 1900 | 1910 | 1921 | 1930 | 1950 | 1961 | 1970 | 1980 | 1991 | 2001 | 2011 | 2021 |
| -------------- | ---- | ---- | ---- | ---- | ---- | ---- | ---- | ---- | ---- | ---- | ---- | ---- | ---- | ---- | ---- |
| Počet obyvatel | 333  | 333  | 323  | 307  | 312  | 299  | 278  | 197  | 193  | 163  | 167  | 154  | 136  | 122  | 123  |
| Počet domů     | 52   | 52   | 57   | 56   | 55   | 57   | 59   | 60   | 64   | 52   | 48   | 64   | 66   | 69   | 72   |

## Obecní správa
Při sčítání lidu v letech 1850–1963 Krtely byly samostatnou obcí, se kterým patřily nejprve do okresu Prachatice, ale v roce 1950 v okrese Vodňany. Od roku 1964 jsou částí obce Malovice v okrese Prachatice.

## Pamětihodnosti
- Usedlosti čp. 7, 9 a 26